# José Carlos Chacorowski
José Carlos Chacorowski, C.M. (Curitiba, 26 de diciembre de 1956) es un obispo católico brasileño. Desde 2013 se desempeña como obispo de Caraguatatuba, en Brasil.

## Biografía
Fue ordenado sacerdote el 2 de julio de 1980 por el Papa Juan Pablo II durante su visita a la ciudad de Río de Janeiro. Era director de las Hijas de la Caridad en el estado de Amazonas cuando fue nombrado Obispo auxiliar de San Luis de Maranhao. Su ordenación episcopal tuvo lugar el 19 de febrero de 2011.
El 19 de junio de 2013 fue nombrado por el Papa Francisco obispo de la Diócesis de Caraguatatuba.